# Tago (Surigao del Sur)
Tago (Filipino: Bayan ng Tago) ist eine philippinische Stadtgemeinde in der Provinz Surigao del Sur, Verwaltungsregion XIII, Caraga. Sie hat 35.329 Einwohner (Zensus 1. August 2015), die in 24 Barangays lebten. Sie wird als Gemeinde der zweiten Einkommensklasse auf den Philippinen und als teilweise urbanisiert eingestuft.
Tago hat nur einen kleinen Küstenabschnitt an der Philippinensee, ist ca. 18 km südlich von Tandag City entfernt und über die Küstenstraße erreichbar. Ihre Nachbargemeinden sind Tandag City im Norden, San Miguel im Westen, Cagwait und Bayabas im Osten und Marihatag im Süden.

## Baranggays
| - Alba - Anahao Bag-o - Anahao Daan - Badong - Bajao - Bangsud - Cabangahan - Cagdapao - Camagong - Caras-an - Cayale - Dayo-an | - Gamut - Jubang - Kinabigtasan - Layog - Lindoy - Mercedes - Purisima - Sumo-sumo - Umbay - Unaban - Unidos - Victoria |

## Weblink
- Informationen der Philippine Statistics Authority über Tago